# Chiesa di San Gaetano alle Grotte
La chiesa di San Gaetano alle Grotte si trova a Catania nella piazza Carlo Alberto, nel quartiere Santa Maria della Grotta - Decima.

## Storia

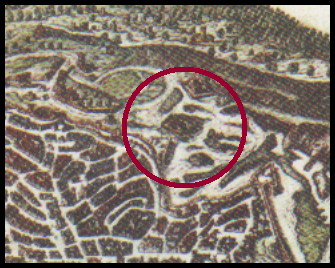
La rappresentazione della chiesa de La Grotta in un'incisione di P. Mortier (dopo il 1575) fatta ad Amsterdam. Particolare della tavola Catane ou Catania - Ville de la Sicile.

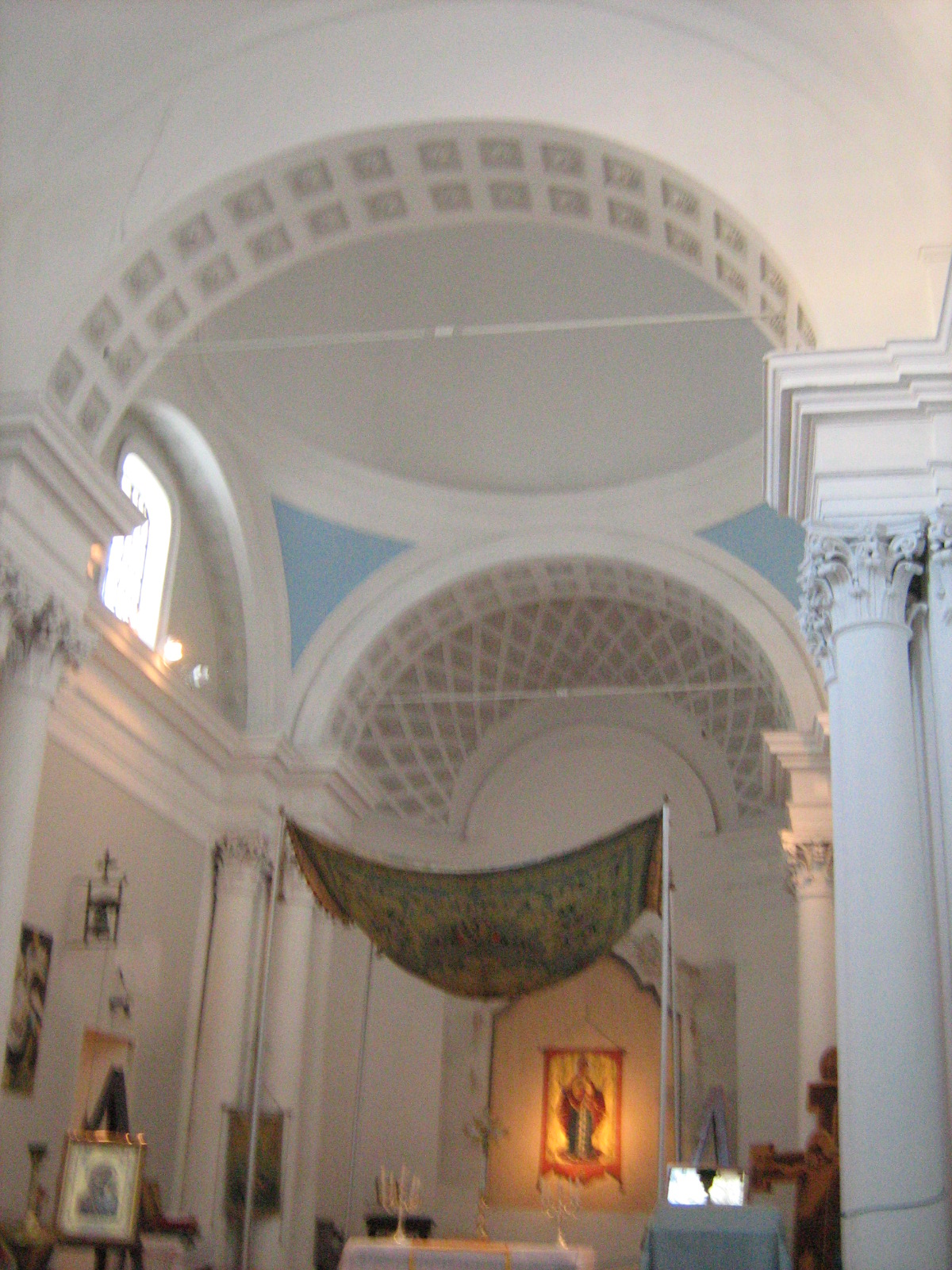
Interno.

La prima chiesa, secondo la tradizione, fu edificata nel 262 (III secolo d. C.) dal quarto vescovo della città Sant'Everio e dedicata a Santa Maria di Betlem in una grotta lavica già usata come cisterna, e intitolata a Santa Maria. Il tempio si ingrandì probabilmente nel VII secolo, e forse in questo periodo sorse l'apogea chiesa di San Gaetano, a quel tempo forse intitolata a Santa Maria La Grotta.
Nell'VIII secolo, con la conquista musulmana della Sicilia, la chiesa superiore viene demolita o, più probabilmente, abbandonata. Con l'avvento dei Normanni la chiesa fu restaurata e forse a questo periodo risalgono le grosse colonne del presbiterio, mentre viene ridimensionato l'accesso alla chiesa sotterranea, che diventa così la cripta per il tempio superiore, mediante la costruzione di una ripida scalinata in pietra lavica.
Tuttavia il tempio inferiore, periodicamente allagato a causa della presenza della sorgente che alimentava il vecchio pozzo, rimase presto intasato dai detriti fangosi e cadde nell'oblio. Solo nel 1558 l'edificio fu sgomberato e ripulito, ad opera dei frati Carmelitani. In questa data forse si accosta la venerazione del santo di Thiene, canonizzato nel secolo seguente, come per questa data forse si affaccia l'intitolazione a Santa Maria di Betlemme del tempio ipogeo, in quanto legato al culto del Presepe, sorto in Italia dopo l'opera di San Francesco d'Assisi a Greccio.
Demolita in parte nel 1674 per la costruzione del vicino bastione di San Michele (sulla base del progetto fortilizio iniziato più di cento anni prima, nel 1550 sotto il regno di Carlo V e compiuto su progetto di Tiburzio Spannocchi), venne distrutta definitivamente dal terremoto del 1693, probabilmente anche a causa di una tecnica muraria non adeguata risalente alla fase medioevale cui si aggiunse l'instabilità dovuta allo smantellamento avvenuto quasi venti anni prima, e parte del tempio inferiore subì pure gli effetti del sisma. La ricostruzione subì diversi cambi di progetto e si protrasse a lungo, dato che venne completata soltanto nel 1801 sotto l'allora vescovo Corrado Maria Deodato Moncada. La ricostruzione avvenne soltanto grazie ai contributi della confraternita di San Gaetano, che frattanto si era formata per la conduzione della chiesa. Nuovamente abbandonata dopo il danneggiamento del bombardamento alleato durante la seconda guerra mondiale, fu riaperta al culto negli anni ottanta per poi essere nuovamente riaperta "a singhiozzo". Attualmente la chiesa inferiore, oltre ai normali servizi curati dal rettore padre Antonino Lo Curto, è gemellata con il monastero russo-ortodosso di Divnogorje e ospita la comunità ortodossa catanese per le Messe domenicali.
Il 5 giugno 2009 viene scelta quale cornice per la cerimonia di "investitura" dei nuovi membri dell'Unione Cavalleria Cristiana Internazionale (nota con l'acronimo UCCI), celebrata dallo stesso Lo Curto. Nello stesso periodo all'interno della chiesa ipogea si svolgono le funzioni della chiesa ortodossa moldava della Parohia Sfintei Muceniţe Agafia din Catania.

## Descrizione

### La grotta
All'interno di una grotta lavica originatasi forse durante l'eruzione detta del Larmisi venne ricavata una cisterna ipogea di epoca romana, in seguito riadattata all'uso di sepolcreto paleocristiano delle necropoli.
L'impianto primitivo divenne nel 262 una chiesa cristiana, forse la prima costruita a Catania, fatta eccezione per la prima Chiesa del Santo Spirito eretta ad opera del primo vescovo della città San Berillo ed oggi non più esistente, e tra le prime in Europa ad essere intitolate a Maria di Nazareth. Inizialmente sede di un martyrion. Le tracce più antiche, precedenti alla trasformazione in chiesa, sarebbero da cercarsi nel pozzo a sud dove sul soffitto rimangono tracce di una campata in mattoni di terracotta, un archosolium (murato per ricavarne l'altare), una falsa finestra e due sedili in pietra lavica.
Con l'editto che consentiva la libertà di culto del 313 l'edificio poté dotarsi degli elementi strutturali necessari alle funzioni sacre, come l'altare (che probabilmente chiudeva un passaggio verso un altro settore della grotta che si estendeva a nord verso il santuario del Carmine) e l'arco trionfale che reggeva un'iconostasi. In questo periodo l'ambiente venne totalmente rivestito di affreschi di cui oggi non restano che labili tracce, se non una Madonna con Bambino del III secolo, di cui si leggono appena i volti, nella parete settentrionale dov'è ricavato l'altarino, rimaneggiato più volte nei secoli successivi.
Con l'erezione del tempio apogeo vengono messe in atto le prime sostanziali modifiche, tra cui un nuovo ingresso più ampio a occidente e la ristrutturazione del pozzo per ricavarne un fonte battesimale. Il battesimo avveniva per immersione e lo si faceva superati i sette anni di vita. Non si conosce se con la conquista Islamica la chiesetta subì qualche modifica, certo è che nell'XI secolo, con l'avvento dei Normanni, fu rimaneggiata sostanzialmente. Venne eretta una nuova gradinata in pietra lavica in sostituzione di una ripida discesa (com'era più usuale in epoca paleocristiana) e il cambio di culto (da orientale a occidentale) influenzò anche l'architettura battesimale: di questo periodo infatti il pozzo cilindrico per il lavaggio del capo ai fanciulli.
La chiesa, probabilmente a causa di un allagamento o perché mutata in cripta, venne dimenticata e dovette attendere il XVI secolo per essere riaperta. Quasi a ricordare l'avvenimento le rappresentazioni di pastori di gusto rinascimentale sul lato settentrionale dell'ingresso, mentre a meridione si poteva ammirare una veduta urbana a volo di uccello (Catania?) di cui rimane ben poco. Tra i due scenari l'arco d'ingresso, ricavato sulle lave preistoriche, si erge maestoso con la scritta Gloria in Excelsis Deo (Gloria nell'Alto dei Cieli, che riecheggia la Resurrezione) su di un nastro tenuto da putti settecenteschi.
Il terremoto del 1693 distrusse parte dell'edificio (la zona occidentale, probabilmente perché esposta al crollo del tempio superiore) che rimase chiuso fino al 1801.
Oggi, dopo fasi alterne, è nuovamente aperto e adibito a culto. L'eccezionalità del sito lo rende la sede adatta per le originali quanto suggestive messe in greco recitate da padre A. Lo Curto, attuale rettore cui è affidata la chiesa. Di quest'ultima fase, cioè sotto il rettorato di Lo Curto, è l'attuale aspetto. Nel 2000 furono posizionati il tavolo per le funzioni realizzato in pietra calcarea, una riproduzione in rilievo di una Natività di età bizantina e i vari paramenti sacri di gusto ortodosso.

### San Gaetano alle Grotte
Sull'origine del tempio superiore si conosce ben poco, tuttavia se ne può intuire l'epoca di costruzione da alcuni dati: l'area presbiteriale a pianta quadrata (che contrasta con il corpo della chiesa più modesto), l'orientamento verso est sono segnali di una possibile origine bizantina (pertanto databile al periodo compreso tra il VI e l'VIII secolo). Certa è la sua presenza in epoca Islamica quando venne demolito o, più probabilmente, abbandonato e semidistrutto dall'incuria. Nell'XI secolo fu messo in comunicazione col tempio inferiore mediante la ripida scalinata a grossi blocchi squadrati. A quest'epoca forse risalgono le colonne in pietra lavica che oggi sostengono la cupoletta, il corpo longitudinale dell'edificio, nonché l'intitolazione di Santa Maria La Grotta.
Nel 1558, riconosciuto quale edificio di importanza strategica, oltre che religiosa, venne dotato di un piccolo sistema fortilizio di cui oggi rimane qualche traccia nel lato sud. Nel 1575 compare per la prima volta in una veduta di Catania col titolo di La Grotta, mentre nel secolo successivo avviene l'intitolazione in onore di San Gaetano, probabilmente dopo la canonizzazione del Santo (1671). Nel 1674 venne in parte demolito per migliorare le difese da questo lato della città. Il crollo definitivo della chiesa avvenne nel 1693 a causa del terremoto del Val di Noto. La ricostruzione impiegò più di cento anni e l'inaugurazione avvenne solo nel 1801, presentando il tempio come lo possiamo vedere oggi.
Il nuovo edificio si presenta così a pianta longitudinale con presbiterio leggermente rialzato e abside piatta. La facciata è molto sobria, presentandosi in due ordini divisi da una cornice sorretta da quattro lesene lisce di ordine composito: nel primo si apre l'ampio ingresso architravato; nel secondo una nicchia ospita la statua di San Gaetano con in braccio il Santo Bambino. All'interno ad unica navata il ritmo è scandito dall'alternasi di nicchie di diverse altezze divise tra loro da doppie lesene che si riflettono anche sul soffitto a volta a botte con la presenza di archi doppi. Nel presbiterio dodici colonne corinzie, disposte a gruppi di tre e unite da possenti archi a tutto sesto, reggono una calotta mediante le quattro vele degli angoli. Sul fondo un'abside rettangolare su cui si vedono le tracce del restauro settecentesco. Altri resti del Settecento sono i due altari laterali costruiti in intarsi di marmi policromi (scuola siciliana).
Rovinato dal secondo conflitto, periodo in cui probabilmente la chiesa ipogea fu adoperata come rifugio, subì anche dei mal fatti restauri che ne alterarono la leggibilità storica. Solo recentemente la chiesa sta riacquistando lentamente la sua dignità, nonostante sia semi-soffocata dalle bancarelle del mercato.

## Leggende e tradizioni
Secondo la tradizione la chiesa inferiore ospitò le spoglie di Sant'Agata dalla sua morte (251) alla sua sepoltura nella Vetere nel 264. Sempre secondo la tradizione qui Santa Lucia pregò per averne la stessa forza. La martire siracusana sarebbe qui svenuta ed ebbe in visione la Santa catanese che le disse di aver coraggio e di continuare ad avere salda la fede in Gesù. Un'altra tradizione vuole che anche Sant'Euplio, co-patrono di Catania, fosse stato qui temporaneamente deposto dopo la sua morte avvenuta nel 304.
In tempi più recenti, una storia piuttosto interessante è datata 1508: si narra che una pia donna, tal Benedetta Laudixi, ebbe in sogno la Madonna con in braccio il Bambino che le chiedeva di essere salvata poiché soffocava dalle macerie; la donna ricevette precise istruzioni su dove si dovesse scavare.
Un'ultima leggenda è legata agli affreschi che rivestivano per intero l'interno della grotta. Per effetto dell'umidità essi hanno assunto una colorazione giallastra che il "popolino" ha sempre creduto fosse il naturale colore della grotta e da qui il nome del rione che circonda piazza Carlo Alberto: "grotte bianche"; ancora oggi una delle strade che conducono alla piazza porta appunto il nome "via Grotte Bianche".